# Antony Griffiths
Antony Griffiths (1951 - ) est un conservateur de musée et historien de l'art britannique spécialisé dans les estampes et les dessins de vieux maître.
De 1991 à 2011, il est le conservateur du Département des estampes et des dessins du British Museum. Il a eu la Chaire Slade pour l'enseignement des beaux-arts à l'université d'Oxford pour l'année 2004-2005.

## Biographie

### Jeunesse
Antony Vaughan Griffiths est né le 28 juillet 1951 en Angleterre. Il va d'abord à l'école Highgate School puis à l'internat de garçons Independent school (en), à Highgate (Londres).
Il étudie ensuite à Christ Church (Oxford) où il obtient un baccalauréat universitaire en arts (BA), puis à l'Institut Courtauld de l'université de Londres où il obtient une Maîtrise des arts (MA).

### Carrière
Griffiths devient le conservateur assistant du Département des estampes et des dessins du British Museum en 1976, et est promu conservateur député du département en 1981 pour enfin en devenir le conservateur en 1991. Après vingt ans à diriger le département, il prend sa retraite de l'institution en 2011.
Griffiths est choisi pour donner les Panizzi Lectures (en) à la British Library en 2003 avec une série de conférences intitulée « Prints for Books, French Book Illustration 1760-1800 ». Il est tient aussi la Chaire Slade pour l'enseignement des beaux-arts à l'université d'Oxford pour l'année 2014-2015,. En tant que tel, on lui demande de donner une nouvelle série de conférences intitulée « The Print before Photography: The European print in the age of the copper plate and wooden block ». Publiée en 2016, elle permet à Griffith de recevoir le IFPDA 2017 book award.
Griffiths est le directeur de Print Quarterly depuis 2001, une publication qu'il a cofondée en 1984. Il est membre du conseil d'administration de The Art Fund depuis 2010,, le directeur de Walpole Society (en) depuis 2013, et membre du conseil d'administration de Fondation Henry Moore depuis 2014,.

## Honneurs
En 2000, Griffiths devient Fellow of the British Academy (FBA).
Le 27 septembre 2017, Griffiths reçoit la British Academy Medal (en) pour son ouvrage The Print Before Photography: An Introduction to European Printmaking 1550-1820.

## Publications
- (en) Prints and printmaking, British Museum Publications, 1980  (ISBN 978-0714107707)
- (en) American prints 1879-1979, British Museum, 1980  (ISBN 0-7141-0776-X)Écrit avec Frances Carey (cat. exp. Department of prints and drawings in the British museum, 1980).
- (en) Avant-garde British printmaking, 1914-1960, British Museum Publications, 1990  (ISBN 0-7141-1646-7)Écrit avec Frances Carey.
- (en) The print in Germany, 1880-1933, British Museum press, 1993  (ISBN 0-7141-1621-1)Écrit avec Frances Carey.
- (en) German printmaking: in the age of Goethe, British Museum Press, 1994  (ISBN 0714116599)Écrit avec Frances Carey.
- (en) Prints and printmaking: an introduction to the history and techniques, British Museum Press for the Trustees of the British Museum, 1996  (ISBN 978-0714126081)
- (en) Landmarks in Print Collecting: Connoisseurs and Donors at the British Museum Since 1753, British Museum Press and the Parnassus Foundation, 1996  (ISBN 978-0714126098)
- (en) Jacques Bellange, c.1575-1616: printmaker of Lorraine, British Museum Press, 1997  (ISBN 0-7141-2611-X)
- (en) Jacques Bellange c.1575-1616: printmaker of Lorraine, British Museum Press for the British Museum, 1997  (ISBN 071412611X)Écrit avec Craig Hartley.
- (en) The print in Stuart Britain, 1603-1689, British Museum, 1998  (ISBN 978-0714126074)
- (en) Prints for books, British Museum, 2004  (ISBN 0-7123-4874-3)
- (en) Claude Lorrain, the painter as draftsman: drawings from the British Museum, Yale University Press, Sterling and Francine Clark art institute, 2007  (ISBN 0-300-10480-4)Écrit avec Colleen M. Terry (cat. exp. San Francisco, California palace of the Legion of honor. 2006-2007).
- (en) The Print Before Photography: An introduction to European Printmaking 1550-1820, British Museum Press, 2016  (ISBN 978-0714126951)